# タバチンガ
タバチンガ(Tabatinga)は、ブラジル北西部のアマゾナス州西部の都市。
三国国境地域にある。
2014年の人口は5万9684人。
アマゾン川沿いに近接するコロンビアのレティシア市と、ペルーのサンタ・ローサ・デ・ヤヴァリ市と合わせて、10万人以上の都市圏を成している。
ブラジルに密輸されるコカインの多くが、タバチンガで入国する。

## 歴史
1766年、ポルトガルが軍事郵便局を設置し、Forte de São Francisco Xavier de Tabatingaと名付けた。
1983年2月1日、自治体に昇格した。

## 宗教
キリスト教のカトリックの低ソリモエンス司教管区の本部が有る。

## タバチンガを舞台にした作品
- 高野秀行『巨流アマゾンを遡れ』　集英社、集英社文庫、2003年。